# 天国の洞
天国の洞（てんごくのどう、ベトナム語：Hang Thiên Đường / 𡎟天堂）は、ベトナム中部にある洞窟。イギリスのグループが2005年に発見した。現時点でのアジア最長の洞窟で、地下河川が流れている。

## 観光情報
駐車場から約1.6Kmのなだらかな道を徒歩もしくは有料カートで移動し、その後数百メートルの山道を登って洞窟入口に到着。
洞窟内部は階段で数十メートル降りた後、平たんな観光用歩道が約1Kmにわたって続いている。